# Odontomyia fangchengensis
Odontomyia fangchengensis är en tvåvingeart som beskrevs av Yang, Gao och Shu Wen An 2004. Odontomyia fangchengensis ingår i släktet Odontomyia och familjen vapenflugor. Inga underarter finns listade i Catalogue of Life.